# Sant Antoni de Pàdua de Santa Maria dels Turers
El Sant Antoni de Pàdua de Santa Maria dels Turers és una talla barroca del segle xviii que es troba al Museu Arqueològic Comarcal de Banyoles, provinent de l'església de Santa Maria dels Turers, a Banyoles. Es tracta d'una imatge processional que representa a sant Antoni de Pàdua. La figura presenta una corona de raigs i al nen Jesús aguantant un llibre. Fa 80 centímetres d'alt i 28 d'ample. La seva base és de 19 cm. Es tracta d'una plataforma de forma quadrangular, que es feia servir per fixar la peca al baiard, quan s'havia de treure en processó. L'obra va ser sotmesa a un procés de restauració, dut a terme per la restauradora Anna de Puig i de Traver. La peça va ser seleccionada com a Joia del Museu durant la celebració del Dia Internacional dels Museus de 2010.